# アルフォンソ・フェルナンデス・マニュエコ
アルフォンソ・フェルナンデス・マニュエコ（スペイン語: Alfonso Fernández Mañueco、1965年4月29日 - ）は、スペイン・サラマンカ県サラマンカ出身の政治家。国民党(PP)所属。2011年から2018年までサラマンカ市長を務めた。2019年からカスティーリャ・イ・レオン州首相を務めている。

## 経歴
1965年4月29日、サラマンカ県サラマンカに生まれた。父親のマルセロ・フェルナンデス・ニエトは1969年から1971年までサラマンカ市長を務めたフランコ派の政治家である。1983年には保守政党である国民同盟(AP)の青年部に加入した。サラマンカ大学で法学を専攻して卒業し、その後の2年間は法律事務所でインターンとして過ごした。
1995年にはサラマンカ市議会議員に就任し、1996年から2001年にはサラマンカ市議会議長を務めた。フアン・ビセンテ・エレーラが州首相を務めるカスティーリャ・イ・レオン州政府では、内務大臣や法務大臣を歴任した。2003年にはカスティーリャ・イ・レオン州議会議員に就任した。
2011年にはサラマンカ市議会議員選挙に筆頭候補（市長候補）として出馬し、市議会議員に当選したうえでサラマンカ市長に就任した。2017年4月にはビセンテ・エレーラの後任として国民党カスティーリャ・イ・レオン州支部長に就任した。
2019年5月のカスティーリャ・イ・レオン州議会議員選挙に出馬するために、2018年12月12日にはサラマンカ市長を辞任した。カスティーリャ・イ・レオン州議会議員選挙には筆頭候補（州首相候補）として臨み、国民党は81議席中29議席を獲得して第1党となった。州首相指名投票ではシウダダノスの支持も得て、フェルナンデス・マニュエコが州首相に選出された。